# غروناو (سكسونيا السفلى)
غروناو نيدرزاكسن (بالألمانية: Gronau, Lower Saxony) هي بلدة ألمانية تقع في ألمانيا في سكسونيا السفلى.

## أعلام
- هيندريك هاهنه